# Sweetwater (gruppo musicale)
Sweetwater è stato un gruppo rock originario di Los Angeles.

## Storia
Scelti per aprire il Festival di Woodstock nel 1969, salirono invece sul palco successivamente a causa di alcuni problemi; fu così il folksinger Richie Havens il primo performer. Gli Sweetwater furono comunque il primo gruppo del festival.
Sweetwater furono i primi sviluppatori del rock psichedelico/fusion che fu successivamente reso popolare dai Jefferson Airplane, considerati come archetipi del 60s Sound. Negli anni 1968-69, il gruppo accompagnò i The Doors nei loro tour. Inoltre aprirono i concerti di Eric Burdon & The Animals nel 1968. Una delle loro registrazioni più famose è la cover del traditional folk "Motherless Child".
I membri originari del gruppo erano Nancy Nevins (voce/chitarra), August Burns (violoncello), Albert Moore (flauto/backing vocals), Alan Malarowitz (batteria), Elpidio Cobian (conga), Alex Del Zoppo (tastiere) e Fred Herrera (basso).
Tre giorni dopo l'esibizione al Red Skelton Show (Dicembre 1969), la cantante Nancy Nevins restò gravemente infortunata in un incidente d'auto, questo rallentò la carriera della band perché Nancy subì danni permanenti ad una corda vocale.
Il gruppo si riunì per Woodstock '94 nel 1994 con i tre membri originari - Nevins, Herrera e Del Zoppo. August Burns era morto negli anni ottanta, Alan Malarowitz rimase ucciso in un incidente stradale nel 1981, Albert Moore morì di polmonite nel 1994. Elpedio Cobian lavora nel cinema. Nel 1999 la storia del gruppo fu descritta dal film trasmesso su VH1 chiamato Sweetwater: A True Rock Story. Amy Jo Johnson interpretò Nancy Nevins da giovane, mentre Michelle Phillips interpretò Nancy più vecchia.

## Discografia

### Sweetwater
- Sweetwater (1968)
- Just for You (1970)
- Melon (1971)
- Cycles: The Reprise Collection (1999) - (Individually-number limited edition of 10,000 copies)
- Live At Last (2002)

### Nancy Nevins
- Nancy Nevins (1975)